# Andrejs Šeļakovs
Andrejs Šeļakovs (ur. 8 listopada 1988 w Dobelach) – łotewski koszykarz grający na pozycji środkowego, reprezentant kraju, obecnie zawodnik BK Windawa.
2 stycznia 2018 został zawodnikiem Legii Warszawa. 27 lutego opuścił klub.

## Osiągnięcia
Stan na 27 lutego 2018, na podstawie, o ile nie zaznaczono inaczej.

### Drużynowe
- Mistrz:
  - Łotwy (2007, 2011)
  - Kosowa (2014)
- Wicemistrz:
  - Ligi Bałtyckiej (2011)
  - pucharu Challenge Cup Ligi Bałtyckiej (2008, 2009)
  - Łotwy (2010)
- Brązowy medalista mistrzostw Łotwy (2015, 2016)

### Reprezentacja
- Uczestnik mistrzostw Europy:
  - 2011 – 21. miejsce, 2013 – 11. miejsce)
  - U-20 (2007 – 14. miejsce, 2008 – 11. miejsce)
  - U-18 (2005 – 8. miejsce, 2006 – 12. miejsce)
  - U-16 (2004 – 13. miejsce)